# Elsdorf (Lunzenau)
Elsdorf ist eine Ortschaft der Stadt Lunzenau im sächsischen Landkreis Mittelsachsen.
Die Landgemeinde Elsdorf entstand 1952 aus Niederelsdorf und Oberelsdorf, die hier gemeinsam behandelt werden.

## Lage
Das Waldhufendorf Elsdorf liegt 1 bis 4 km westlich von Lunzenau am Elsbach, einem Zufluss der Zwickauer Mulde, die westlich von Lunzenau fließt. Östlich der Ortslage verläuft die Autobahn 72 zwischen den Anschlussstellen Penig im Süden und Rochlitz in Norden. Das Dorf auf rund 235 m liegt südlich von Obergräfenhain und Kleinschlaisdorf und nördlich von Penig. Die Gemarkung ist mit 840 ha die größte der Stadt Lunzenau.

## Geschichte

### Niederelsdorf
Niederelsdorf wurde spätestens 1333 erstmals als Elbstorff, Elßdorff erwähnt. Hier sind ggf. beide Elsdörfer gemeint. Spätere Namensformen sind nedir Elbistorff (1436), Niederhelwesdorf (1448), Niderelsdorf (1551), Elsdorff (1577), Niederölßdorff (1638), Nied. Aylsdorf, Nieder Elßdorf (1791) und Niederelsdorf (1875). Niederelsdorf war nach Rochsburg gepfarrt.
Niederelsdorf gehörte zum Amt Rochsburg, dem Amt Rochlitz, dem Gerichtsamt Penig, der Amtshauptmannschaft und dem Landkreis Rochlitz. Von 1994 bis 2008 gehörte der Ort zum Landkreis Mittweida, bis dieser im heutigen Landkreis aufging.

### Oberelsdorf
Für die Ersterwähnung siehe Niederelsdorf. Spätere Namensformen sind obir Elbistorff (1436), Oberelsdorff (1551), Elsdorff (1577), Oberölßdorff (1638), Oberaalsdorf (1696), Ober Aylsdorff, Oberelsdorf (1791) und Oberelsdorf (1875). Oberelsdorf war um 1500 Filialkirche von Obergräfenhain; heute ist es eine eigene Kirchgemeinde. Für die Ämter- und Kreiszugehörigkeit siehe Niederelsdorf.

### Elsdorf
1952 wurden Nieder- und Oberelsdorf zur Landgemeinde Elsdorf vereinigt, die bis zur Eingemeindung 1994 bestehen blieb.
| Jahr                                     | 1551                           | 1764                                     | 1834 | 1871 | 1890 | 1910 | 1925 | 1939 | 1946  | 1950  | 1964 | 1990 |
| ---------------------------------------- | ------------------------------ | ---------------------------------------- | ---- | ---- | ---- | ---- | ---- | ---- | ----- | ----- | ---- | ---- |
| Oberelsdorf                              | 19 besessene Mann, 34 Inwohner | 20 besessene Mann, 10 Gärtner, 5 Häusler | 258  | 338  | 354  | 333  | 344  | 335  | 467   | -     | -    | -    |
| Niederelsdorf                            | 23 besessene Mann, 27 Inwohner | 20 besessene Mann, 7 Gärtner, 25 Häusler | 364  | 436  | 445  | 533  | 589  | 587  | 693   | -     | -    | -    |
| Elsdorf (kursiv: Summe zweier Gemeinden) | 42 besessene Mann, 61 Inwohner | 40 besessen Mann, 17 Gärtner, 30 Häusler | 622  | 774  | 799  | 866  | 933  | 922  | 1.160 | 1.069 | 870  | 590  |

1925 lebten in Oberelsdorf 340 Lutheraner, 1 Katholik und 3 andersgläubige. In Niederelsdorf lebten hingegen 575 Lutheraner, 6 Katholiken und 8 andersgläubige.

## Belege
1. ↑  Stadtwappen/Statistik | Stadt Lunzenau. Abgerufen am 5. September 2024.
2. ↑  Elsdorf | Stadt Lunzenau. Abgerufen am 24. März 2024.
3. 1 2  Elsdorf, Nieder- – HOV | ISGV. Abgerufen am 24. März 2024.
4. 1 2  Elsdorf, Ober- – HOV | ISGV. Abgerufen am 24. März 2024.
5. ↑  Elsdorf – HOV | ISGV. Abgerufen am 24. März 2024.